# Lonchocarpus chiricanus
Lonchocarpus chiricanus är en ärtväxtart som beskrevs av Henri François Pittier. Lonchocarpus chiricanus ingår i släktet Lonchocarpus och familjen ärtväxter. IUCN kategoriserar arten globalt som sårbar. Inga underarter finns listade i Catalogue of Life.